# Strada felinarelor stinse
Strada felinarelor stinse (în rusă Улица погасших фонарей, transliterat: Ulița pogasșîh fonarei) este un film artistic regizat de Valeriu Gagiu și produs de asociația de creație „Arta” la studioul cinematografic Moldova-Film în 1991. Filmul a fost turnat cu ajutorul cineaștilor din România.

## Rezumat
Anii '40 al secolului al XX-lea, Basarabia. Frizerul Sandu, un tânăr deschis, cinstit și direct, cade în pietrele de moară ale autorităților represive. Doar amintirile dragostei sale îl ajută pe erou să supraviețuiască aceste orori.

## Distribuție
- Petru Vutcărău — Sandu, frizerul
- Silvia Luca — Dina, iubita lui Sandu
- Boris Bechet — Țurcanu, legionarul
- Mihail Bădicheanu — anchetatorul NKVD
- Mihail Curagău
- Mircea Albulescu
- Eusebiu Ștefănescu

## Personal tehnic
- Regie - Valeriu Gagiu
- Scenariu - Valeriu Gagiu
- Operator - Alexandru Maica[1]

## Trivia
Prototipul personajului principal este dramaturgul, actorul și regizorul Mihail Bădiceanu, născut în 1919 la Chișinău, absolvent al Academiei de Arte Dramatice din București. Deportat în Siberia în 1941 și din nou în 1947, revenit acasă abia în 1963.